# Nanaspididae
Nanaspididae är en familj av kräftdjur. Nanaspididae ingår i ordningen Siphonostomatoida, klassen Maxillopoda, fylumet leddjur och riket djur.
Familjen innehåller bara släktet Nanaspis.